# نجارة

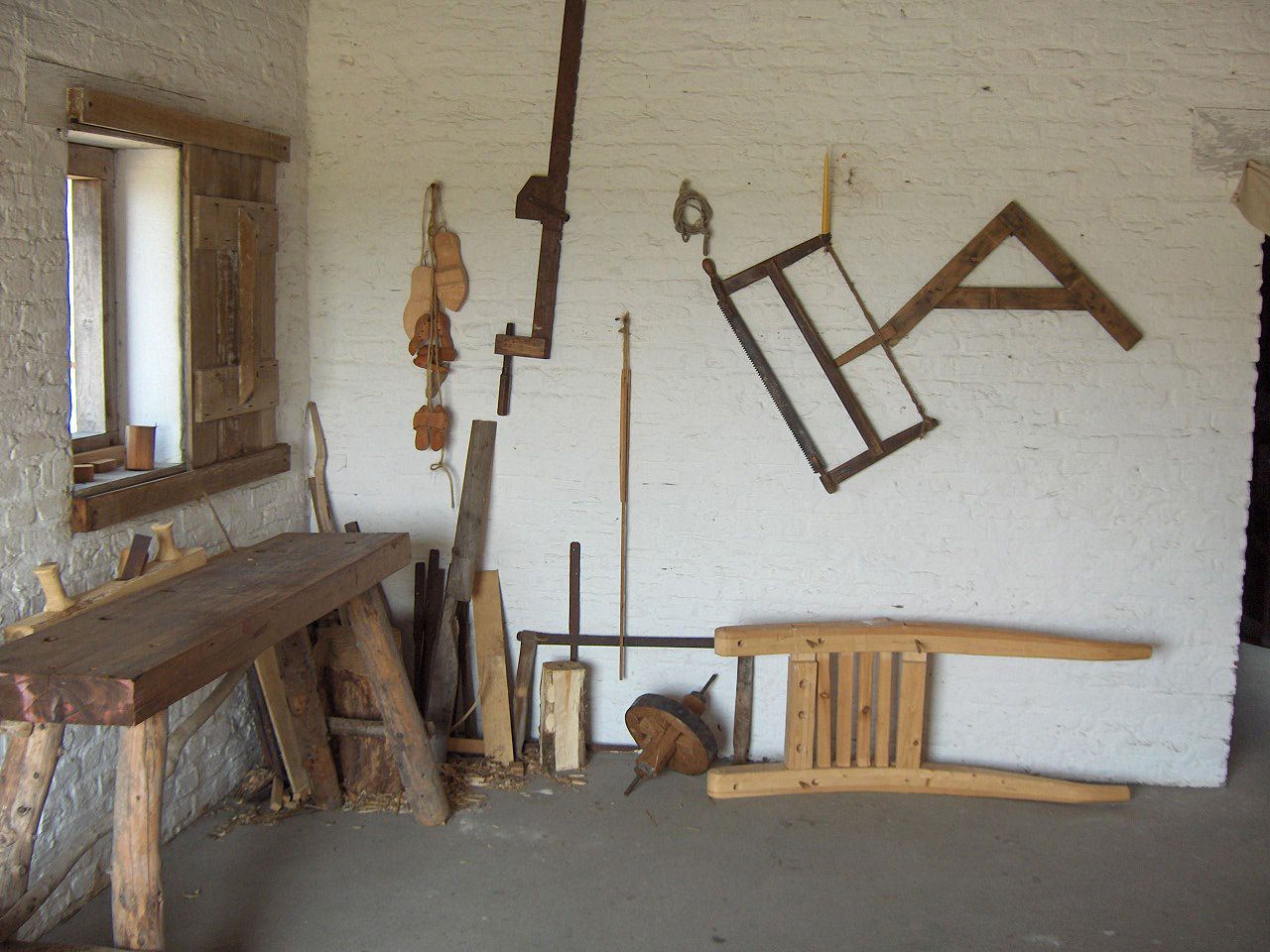
آلات النجارة التقليدية

النِّجَارَة أحد الأنشطة الصناعية التي قام بها الإنسان منذ القدم· وهي استخدام أخشاب الأشجار في صناعة المنازل والأدوات التي يحتاجها في حياته اليومية ولعل أقدم النجارين كان النبي نوح الذي تتفق الديانات السماوية على أنه قد صنع الفلك بإلهام من الله ولم يكن له سابق معرفة بهذه الصنعة.

## تاريخ
إلى جانب الحجر، يُعد الخشب من بين أقدم مواد البناء. وقد تحسنت القدرة على تشكيله في شكل أدوات ومأوى وأسلحة مع التقدم التكنولوجي من العصر الحجري إلى العصر البرونزي إلى العصر الحديدي. بعض أقدم الأدلة الأثرية على النجارة هي أغلفة آبار المياه. ويشمل ذلك هيكل من خشب البلوط والبندق يعود تاريخه إلى 5256 قبل الميلاد، عُثر عليه في أوستروف في جمهورية التشيك، وواحد مبني باستخدام أخشاب البلوط المقسومة مع نقر وسندان وزوايا مسننة تم التنقيب عنها في شرق ألمانيا، ويعود تاريخها إلى حوالي 7000 سنة في أوائل العصر الحجري الحديث.
لم يُحفظ سوى القليل نسبيًا من تاريخ النجارة قبل اللغة المكتوبة. فقد كانت المعرفة والمهارات تنتقل ببساطة عبر الأجيال. حتى ظهور الرسم والكتابة في الكهوف لم يسجل سوى القليل. وأقدم نص معماري كامل باقٍ على قيد الحياة هو كتب فيتروفيوس العشرة التي تحمل مجتمعةً عنوان De Architectura، والتي تناقش بعض أعمال النجارة. ولم يبدأ هذا الأمر بالتغيير، وإن كان ببطء، إلا مع اختراع المطبعة في القرن الخامس عشر، حيث بدأ البناؤون أخيرًا بنشر أدلة وكتب نماذج بانتظام في القرنين الثامن عشر والتاسع عشر.
بعض أقدم المباني الخشبية الباقية في العالم هي المعابد في الصين مثل معبد نانشان المبني في عام 782، وكنيسة غرينستد في إنجلترا، التي تعود أجزاء منها إلى القرن الحادي عشر، والكنائس ذات الرصيف في النرويج من القرنين الثاني عشر والثالث عشر.

### أوروبا
وبحلول القرن السادس عشر، بدأ استخدام المناشر في أوروبا. استند تأسيس أمريكا جزئيًا على الرغبة في استخراج الموارد من القارة الجديدة بما في ذلك الخشب لاستخدامه في السفن والمباني في أوروبا. في القرن الثامن عشر كان جزء من الثورة الصناعية هو اختراع المحرك البخاري والمسامير المقطوعة. أدت هذه التقنيات إلى جانب اختراع المنشار الدائري إلى تطوير التأطير البالوني الذي كان بداية تراجع التأطير الخشبي التقليدي.
شهد القرن التاسع عشر تطور الهندسة الكهربائية والتوزيع الكهربائي الذي سمح بتطوير أدوات كهربائية يدوية ومسامير سلكية وآلات لإنتاج المسامير على نطاق واسع. وفي القرن العشرين، شاع استخدام الأسمنت البورتلاندي، وسمحت الأساسات الخرسانية للنجارين بالاستغناء عن عتبات الأخشاب الثقيلة. كما شاع استخدام الحوائط الجافة (اللوح الجصي) لتحل محل الجص الجيري على اللوح الخشبي. كما شاع استخدام الخشب الرقائقي والخشب الصناعي والخشب المعالج كيميائيًا.

## التدريب
تتطلب النجارة التدريب الذي ينطوي على اكتساب المعرفة والممارسة البدنية. في التدريب الرسمي يبدأ النجار كمتدرب، ثم يصبح نجاراً محترفاً، ومع الخبرة والكفاءة الكافية يمكن أن يصل في النهاية إلى مرتبة نجار رئيسي. واليوم يمكن الحصول على التدريب قبل التلمذة الصناعية من خلال برامج مهنية غير نقابية مثل فصول الورش في المدارس الثانوية وكليات المجتمع. [بحاجة لمصدر]
وبشكل غير رسمي قد يعمل العامل ببساطة جنباً إلى جنب مع النجارين لسنوات ليتعلم المهارات عن طريق الملاحظة والمساعدة الجانبية. في حين أن مثل هذا الفرد قد يحصل على صفة النجار الماهر من خلال دفع رسوم الالتحاق بالنقابة والحصول على بطاقة نجار ماهر (التي تمنح الحق في العمل في طاقم نجارة نقابي) فإن رئيس عمال النجارة سيقوم، بحكم الضرورة، بفصل أي عامل يقدم البطاقة ولكنه لا يظهر مستوى المهارة المتوقع.
قد يعمل النجارون لدى صاحب عمل أو يعملون لحسابهم الخاص. وبغض النظر عن نوع التدريب الذي حصل عليه النجار، تشترط بعض الولايات الأمريكية أن يكون المقاولون حاصلين على ترخيص، وهو ما يتطلب اجتياز اختبار كتابي والحصول على الحد الأدنى من مستويات التأمين. [بحاجة لمصدر]

## الخبرة
تُعتبر الخبرة في مجال النجارة من الخبرات الحرفية المكتسبة بالمشاهدة والملاحظة والتدرج في التدريب على يد نجار ماهر، إلا أن المدارس الصناعية بها أقسام للنجارة تعمل على منح الطلبة بعض أساسيات تلك المهنة.

## النجارة في الريف
النجارة في الريف هي صناعة الأدوات الزراعية مثل أنواع من المحاريث لحراثة الأرض والسواقي (النواعير) لرفع المياه من الآبار ومجاري المياه المنخفضة إلى الأراضي المرتفعة عن مستوى المجاري المائية وغيرها مما يناسب الحياة في بيئة زراعية، بالإضافة إلى العربات التي تجرها الحيوانات.

## النجارة في الحاضر
في المدن والحواضر تدخل النجارة في صناعة الأثاث المنزلي بشكل أساسي والأجزاء الخشبية من البناء عمومًا من أبواب ونوافذ وغيرها.

## النجارة في الفن المعماري الشرقي -الأرابسك
لعل من أبرز الفنون الخشبية الشرقية فن الأرابسك الشرقي هو طراز معماري متفرد بذاته واستخدم الأرابسك في صناعة الأثاث في القصور والمشربيات وقاعات الحرملك وغيره وهو فن صعب يحتاج لتدريب طويل وإن دخلت عليه الميكنة الآن إلا أنه أصبح فن نادر.

## صناعة الأثاث

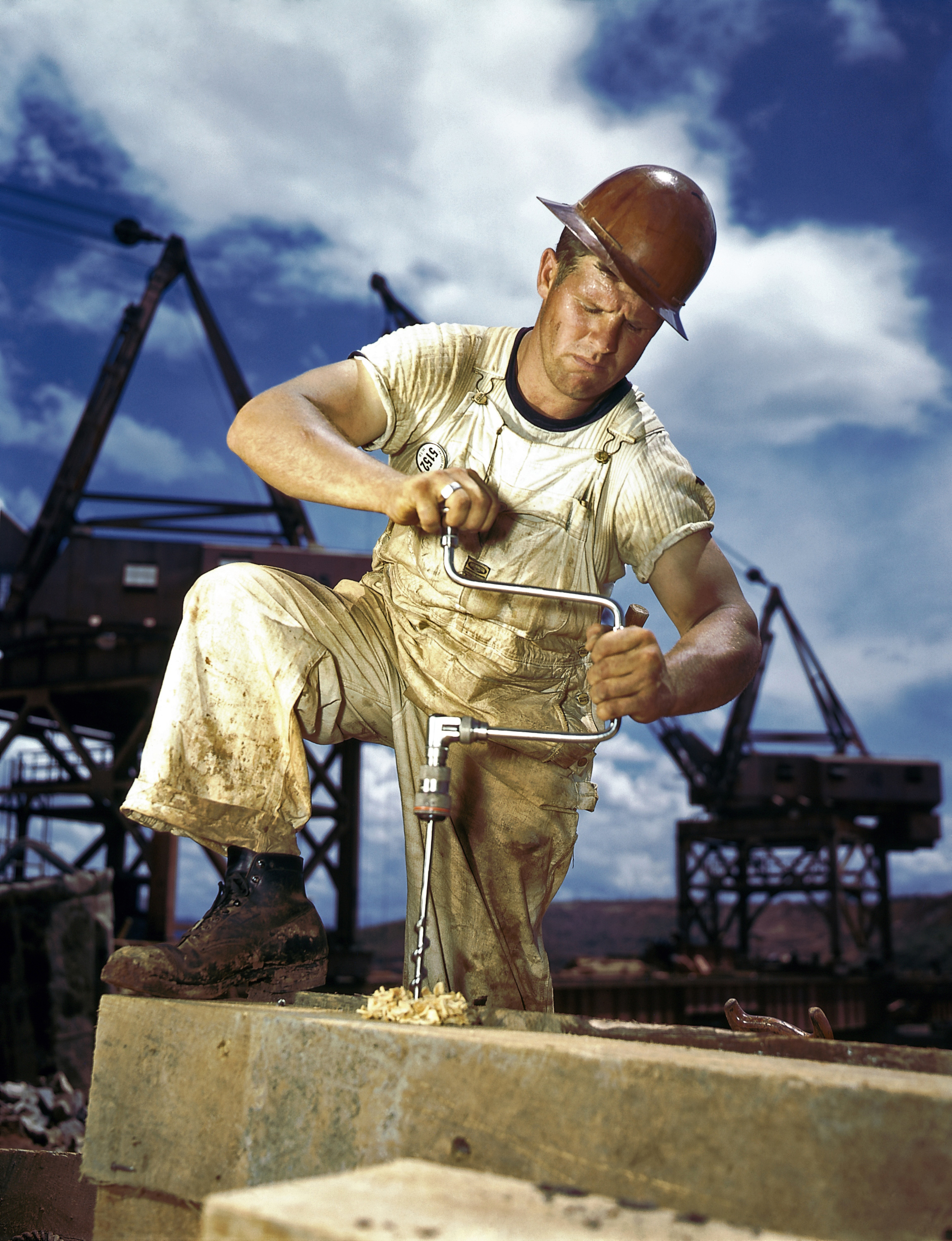
صورة عام 1942 لنجار في العمل على بناء سد دوغلاس في تينيسي: تأثير النجارة في بناء المنشآت وصناعة الأثاث

تعتبر صناعة الأثاث أحد أهم مجالات النجارة وتشتهر بعض البلدان والمدن عن غيرها في صناعته، ومن أمثلة هذه المدن مدينة دمياط في مصر على سبيل المثال والتي تشتهر بصناعة الأثاث وتصديره لمناطق مصر وخارجها وهي مثل أي صناعة أخرى دخل عليها التطوير من حيث الأدوات والآلات المستخدمة ومن ذلك: المناشير الكهربائية وآلات مسح الأخشاب والمثاقيب الكهربائية التي سهلت النجارة وجعلتها أكثر دقة بأقل مجهود عضلي وسمح ذلك بإقامة المصانع الكبيرة للأثاث الذي يتم صنعه طبقاً لأحدث خطوط الموضة العصرية.